# Dorf an der Pram
Dorf an der Pram è un comune austriaco di 1 048 abitanti nel distretto di Schärding, in Alta Austria.